# Bulgarische Snooker-Meisterschaft
Die bulgarische Snooker-Meisterschaft ist ein jährlich ausgetragenes Snookerturnier zur Ermittlung des nationalen Meisters Bulgariens in dieser Billardvariante.
Rekordsieger sind Georgi Welitschkow, Bratislaw Krastew und Weljan Dimitrow mit je zwei Titeln.

## Die Turniere im Überblick
| Jahr | Bulgarischer Meister | Ergebnis | Finalist           | Halbfinalisten 1   |
| ---- | -------------------- | -------- | ------------------ | ------------------ |
| 2019 | Bratislaw Krastew    | 5:2      | Georgi Welitschkow | nicht bekannt      |
| 2019 | Bratislaw Krastew    | 5:2      | Georgi Welitschkow | nicht bekannt      |
| 2020 | Georgi Welitschkow   | 5:3      | Wiktor Iliew       | Dilijan Tiklew     |
| 2020 | Georgi Welitschkow   | 5:3      | Wiktor Iliew       | Bratislaw Krastew  |
| 2021 | Georgi Welitschkow   | 5:3      | Wiktor Iliew       | Bratislaw Krastew  |
| 2021 | Georgi Welitschkow   | 5:3      | Wiktor Iliew       | Weljan Dimitrow    |
| 2022 | Weljan Dimitrow      | 5:2      | Wiktor Iliew       | Tentscho Papasow   |
| 2022 | Weljan Dimitrow      | 5:2      | Wiktor Iliew       | Wiktor Gajdow      |
| 2023 | Bratislaw Krastew    | 5:3      | Weljan Dimitrow    | Wiktor Iliew       |
| 2023 | Bratislaw Krastew    | 5:3      | Weljan Dimitrow    | Maxim Kostow       |
| 2024 | Weljan Dimitrow      | 5:1      | Wiktor Iliew       | Bratislaw Krastew  |
| 2024 | Weljan Dimitrow      | 5:1      | Wiktor Iliew       | Maxim Kostow       |
| 2025 | Wiktor Iliew         | 5:2      | Weljan Dimitrow    | Georgi Welitschkow |
| 2025 | Wiktor Iliew         | 5:2      | Weljan Dimitrow    | Maxim Kostow       |

## Rangliste
| Platz | Spieler            | Gold | Silber | Bronze |
| ----- | ------------------ | ---- | ------ | ------ |
| 1     | Weljan Dimitrow    | 2    | 2      | 1      |
| 2     | Georgi Welitschkow | 2    | 1      | 1      |
| 3     | Bratislaw Krastew  | 2    | 0      | 3      |
| 4     | Wiktor Iliew       | 1    | 4      | 1      |